# Serie A1 1996 (baseball)
La Serie A1 1996 del Campionato italiano di baseball ha visto la partecipazione di dieci squadre e si è articolata su una stagione regolare di 54 partite (3 incontri settimanali, con un'andata e un ritorno), e una fase play-off a cui hanno avuto accesso le prime 4 classificate dopo la stagione regolare, con semifinali e finale al meglio delle sette partite.
Lo scudetto è andato alla Caffè Danesi Nettuno, che si è aggiudicata la finale con il Parma Angels in sei partite (4-2),  succedendo proprio agli emiliani nell'albo d'oro.
Italeri Fortitudo Bologna e Lemet Livorno sono retrocesse in Serie A2, mentre sono state promosse in Serie A1 Black Panthers Ronchi (in finale con il Collecchio nel girone Nord) e Fiorentina (in finale con l'Anzio nel girone Sud).

## Classifiche finali

### Stagione regolare
| Classifica               | PCT  |
| ------------------------ | ---- |
| Cariparma Parma          | .796 |
| Caffè Danesi Nettuno     | .741 |
| I.V.A.S. Rimini          | .611 |
| Juventus B.C.            | .574 |
| Acqua Fontemura Grosseto | .537 |
| G.B. Ricambi Modena      | .481 |
| Caserta Baseball         | .444 |
| Delirium Verona          | .333 |
| Italeri Bologna          | .315 |
| Lemet Livorno            | .167 |

### Semifinali
| Classifica      | PG | PV | PP |
| --------------- | -- | -- | -- |
| Cariparma Parma | 5  | 4  | 1  |
| Juventus B.C.   | 5  | 1  | 4  |

| Classifica           | PG | PV | PP |
| -------------------- | -- | -- | -- |
| Caffè Danesi Nettuno | 5  | 4  | 1  |
| I.V.A.S. Rimini      | 5  | 1  | 4  |

### Finali scudetto
| Classifica           | PG | PV | PP |
| -------------------- | -- | -- | -- |
| Cariparma Parma      | 6  | 4  | 2  |
| Caffè Danesi Nettuno | 6  | 2  | 4  |

## Risultati dei play-off
|  | Semifinali           | Semifinali           | Semifinali | Semifinali | Semifinali | Semifinali | Semifinali | Semifinali | Semifinali |  |  | Finale           | Finale           | Finale | Finale | Finale | Finale | Finale | Finale | Finale |  |
|  |                      |                      |            |            |            |            |            |            |            |  |  |                  |                  |        |        |        |        |        |        |        |  |
|  | Cariparma Parma      | Cariparma Parma      | 9          | 19         | 5          | 5          | 22         | -          | -          |  |  |                  |                  |        |        |        |        |        |        |        |  |
|  | Juventus B.C.        | Juventus B.C.        | 3          | 3          | 3          | 8          | 3          | -          | -          |  |  | Cariparma Parma  | Cariparma Parma  | 4      | 9      | 1      | 8      | 13     | 7      | -      |  |
|  | Caffè Danesi Nettuno | Caffè Danesi Nettuno | 1          | 17         | 5          | 4          | 10         | -          | -          |  |  | C.Danesi Nettuno | C.Danesi Nettuno | 9      | 18     | 4      | 4      | 2      | 10     | -      |  |
|  | I.V.A.S. Rimini      | I.V.A.S. Rimini      | 0          | 3          | 6          | 1          | 9          | -          | -          |  |  |                  |                  |        |        |        |        |        |        |        |  |